# Ансвериньш, Андрис
Андрис Я. Ансвериньш (латыш. Andris Ansveriņš; 10 октября 1944, Рига — неизвестно) — советский хоккеист, нападающий.

## Биография
Андрис Ансвериньш родился 10 октября 1944 года в оккупированной немцами Риге.
Начал играть в хоккей с шайбой в 1964 году в киевском «Динамо», выступавшем во второй группе класса «А». В первом сезоне-1964/65 провёл 31 матч, набрав 12 (7+5) очков. В сезоне-1965/66 в первой группе класса «А» сыграл 22 матча, набрал 4 (3+1) очка.
В 1966 году перебрался в рижскую «Даугаву», позже переименованную в «Динамо». За два сезона в первой группе сыграл 68 матчей, набрав 34 (28+6) очков. В сезоне-1967/68 стал лучшим снайпером команды с 17 голами. В сезоне-1968/69, в котором команду возглавил Виктор Тихонов, провёл только 7 матчей, забросив 2 шайбы.
Сезон-1969/70 провёл во второй группе в минском «Торпедо», забросил 5 шайб.
В сезоне-1970/71 выступал в классе «Б» за рижский РВР.
Дата смерти неизвестна.